# آتش‌چشم غربی
آتش‌چشم غربی (نام علمی: Pyriglena maura) یک پرنده حشره‌خوار از خانواده مورچه‌مرغان (Thamnophilidae) است که در اکوادور، پرو، کلمبیا، بولیوی و برزیل یافت می‌شود.
زیستگاه‌های طبیعی آن جنگل‌های خشک نیمه‌گرمسیری یا گرمسیری، جنگل‌های جلگه‌ای نمناک نیمه‌گرمسیری یا گرمسیری و جنگل‌های کوهستانی نمناک نیمه‌گرمسیری یا گرمسیری است.